# 22,5-cm-Minenwerfer M.15
Der 22,5-cm-Minenwerfer M.15, 22,5-cm-Minenwerfer M.16 und 22,5-cm-Minenwerfer M.17, waren Minenwerfer Österreich-Ungarns, welche im Ersten Weltkrieg zum Einsatz kamen.

## Geschichte

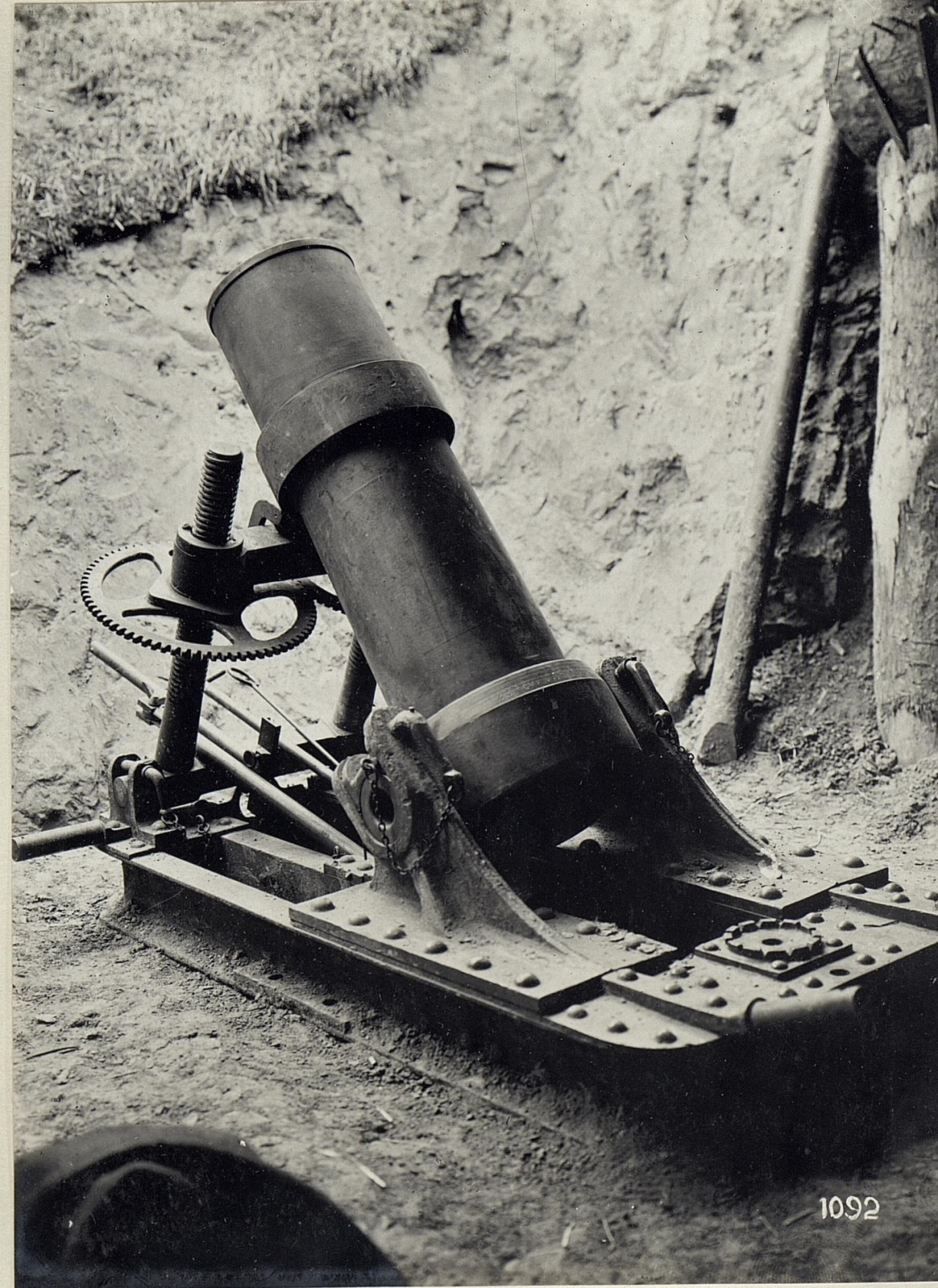
22,5-cm-Minenwerfer M.16 mit verlängertem Rohr

Nachdem Österreich-Ungarn den deutschen 25 cm schweren Minenwerfer von Rheinmetall in Aktion sah, bestellten sie 40 Stück dieser Minenwerfer. Die Produktion sollte unter Lizenz bei der Firma Böhler in Kapfenberg getätigt werden. Diese erhielt allerdings keine Unterstützung von Rheinmetall, da sie selber mit der Kriegsproduktion für das deutsche Kaiserreich beschäftigt waren. Aus diesem Grund begann das Technische Militär Komitee (kurz TMK) im Herbst 1914 mit der Entwicklung eines eigenen Minenwerfers. Nachdem man die Entwürfe und ersten Tests mit einem Prototyp erfolgreich abgeschlossen hatte, begann bereits Mitte Oktober 1914 die Produktion der ersten 40 Stück.
Im Laufe des Krieges wurde der Minenwerfer immer wieder verbessert, weshalb sich die Bezeichnungen mit der Zeit in 22,5-cm-Minenwerfer M.16 und 22,5-cm-Minenwerfer M.17 änderten.

## Produktion
Der 22,5-cm-Minenwerfer M.15 wurde von der Firma Böhler produziert. Von 1914 bis Ende 1917 wurden über 930 Minenwerfer aller Varianten hergestellt.

## Technische Beschreibung

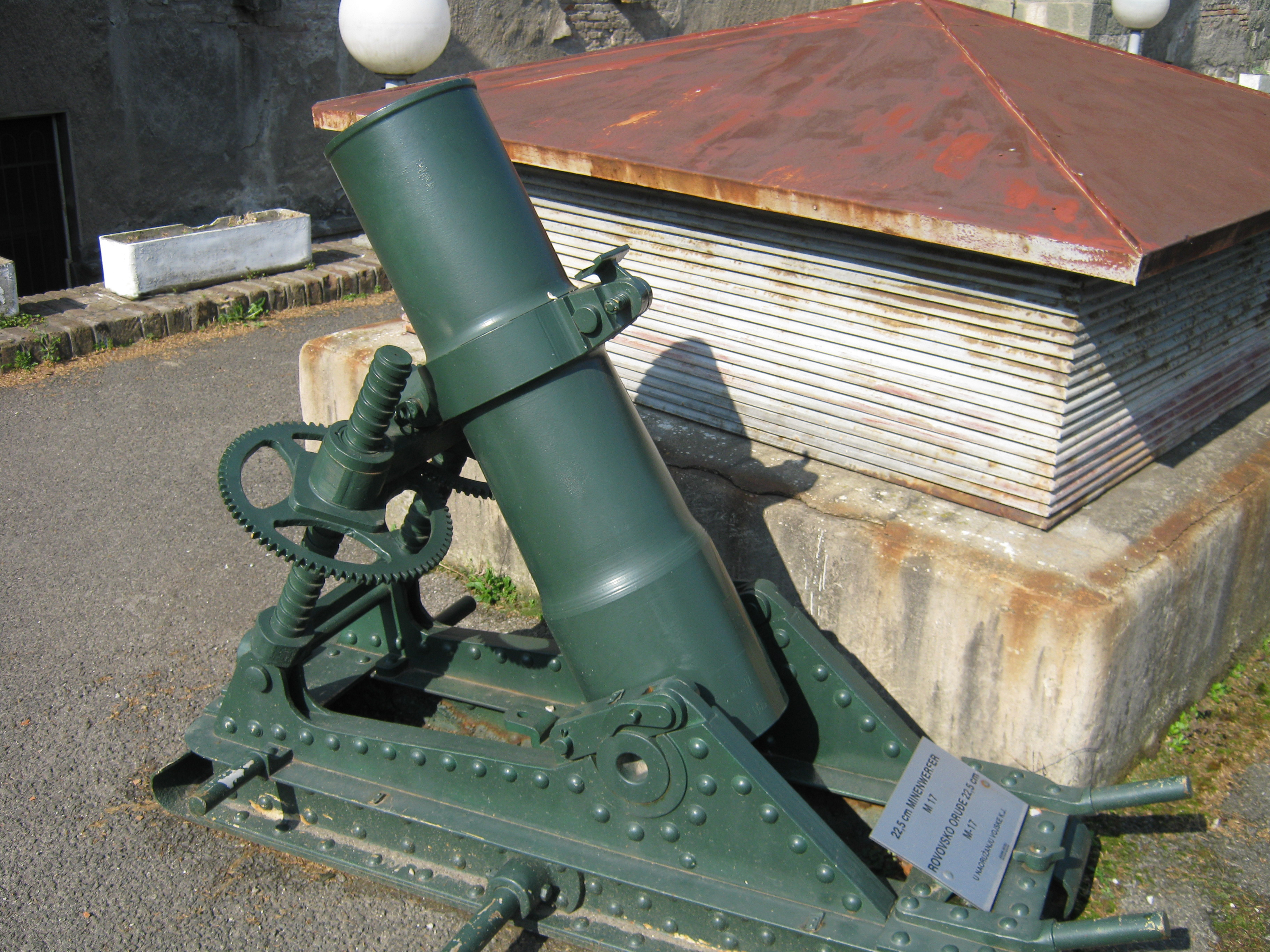
22,5-cm-Minenwerfer M.17 mit verlängertem und verstärktem Rohr.

Der 22,5-cm-Minenwerfer M.15 wies zum deutschen 25 cm schweren Minenwerfer keinerlei wesentlich Änderungen, außer im Kaliber, auf. Der Minenwerfer war ein Vorderlader mit einem glatten Lauf und keinem Rückstoß. Die Präzision war nicht sehr genau. Beim Feuern kippten die Granaten oftmals, landeten auf der Seite und detonierten deshalb nicht. Aus diesem Grund wurden die Aufschlagzünder durch Zeitzünder ausgetauscht. Die abgefeuerten Granaten konnten mit Sprengstoff oder Gas gefüllt werden.
Die Höhenrichtmaschine war als Doppelspindel gestaltet und der Werfer dadurch sehr markant. Dabei war das Rohr mit der oberen Traverse auf zwei parallelen Spindeln gelagert. Die beiden Spindeln wurden mithilfe von zwei Zahnrädern, welche zeitgleich als Handräder dienten, in der Höhe verändert um den Minenwerfer zu Richten. In der Höhe konnte er von +25° bis +75° gerichtet werden. Zur Seite war das Richten nur durch Drehen des gesamten Werfers möglich.
Welche Änderungen 22,5-cm-Minenwerfer M.16 vorgenommen wurden ist unklar. Sicher ist jedoch, dass die Rohrlänge nach und nach verlängert wurde und die Lafette mit jeder Version angepasst und verstärkt wurde. Beim 22,5-cm-Minenwerfer M.17 wurde die Höhenrichtanlage mit einer Höhenschraube mit Doppelgewinde und das Zapfenlager des Rohres verstärkt. Weiterhin wurde der hintere Teil des Rohres leicht verbreitert. Transportiert wurden die Minenwerfer auf Gebirgskarren.

## Verbleib
Vom 22,5-cm-Minenwerfer sind mehrere verschiedene erhalten geblieben. Einer davon kann heute beim Kriegerdenkmal Sacrario Militare del Monte Grappa betrachtet werden. Zwei weitere befinden sich in der Festung Forte di San Leo und einer in der Gedenkstätte Sacrario Militare di Asiago.